# Hiroshi Futami
Hiroshi Futami (二見 宏志, Futami Hiroshi) est un footballeur japonais né le 20 mars 1992 à Osaka. Il évolue au poste de défenseur latéral gauche.

## Palmarès
- Vice-champion du Japon de D2 en 2016 avec le Shimizu S-Pulse